# 1810
| [ Edytuj tabelę ]              | |
| Książę Warszawski              | - 1807 Fryderyk August I 1815 |
| Emir Afganistanu               | - 1809 Mahmud Szah Durrani 1818 |
| Współksiążęta Andory           | - 1797 Francesc Antoni de la Dueña y Cisneros 1812 - 1806 Napoleon Bonaparte 1812                                                             |
| Cesarz Austrii                 | - 1804 Franciszek II Habsburg 1835 |
| Król Bawarii                   | - 1805 Maksymilian I Józef 1825 |
| Sułtan Brunei                  | - 1807 Muhammad Kanzul Alam 1829 |
| Cesarz Chin                    | - 1796 Jiaqing 1820 |
| Król Czech                     | - 1792 Franciszek II Habsburg 1835 |
| Król Danii                     | - 1808 Fryderyk VI 1839 |
| Dalajlama                      | - 1806 Lungtok Gjaco 1815 |
| Władca Egiptu                  | - 1805 Muhammad Ali 1848 |
| Cesarz Francuzów               | - 1804 Napoleon Bonaparte 1814 |
| Prezydent Haiti                | - 1807 Henri Christophe 1811 - 1806 Alexandre Pétion 1818                                                                                     |
| Król Hawajów                   | - 1810 Kamehameha I 1819 |
| Król Hiszpanii                 | - 1808 Józef Bonaparte 1813 |
| Król Holandii                  | - 1806 Ludwik Bonaparte 1810 |
| Szach Iranu                    | - 1797 Fath Ali Szah 1834 |
| Państwo Wielkich Mogołów       | - 1806 Akbar Szah II 1837 |
| Król Irlandii                  | - 1760 Jerzy III Hanowerski 1820 |
| Cesarz Japonii                 | - 1779 Kōkaku 1817 |
| Kalif                          | - 1808 Mahmud II 1839 |
| Patriarcha Konstantynopola     | - 1809 Jeremiasz IV 1813 |
| Władca Korei                   | - 1800 Sunjo 1834 |
| Emir Kuwejtu                   | - 1762 Abd Allah I 1814 |
| Książę Liechtensteinu          | - 1805 Jan I 1836 |
| Sułtan Maroka                  | - 1792 Maulaj Sulajman 1822 |
| Król Nepalu                    | - 1799 Girvan Yudha 1816 |
| Premier Nepalu                 | - 1806 Bhimsen Thapa 1837 |
| Król Norwegii                  | - 1784 Fryderyk VI 1814 |
| Sułtan Omanu                   | - 1807 Sa’id ibn Sultan 1856 |
| Papież                         | - 1800 Pius VII 1823 |
| Król Portugalii                | - 1777 Maria I 1816 |
| Król Prus                      | - 1797 Fryderyk Wilhelm III 1840 |
| Car Rosji                      | - 1801 Aleksander I 1825 |
| Król Saksonii                  | - 1806 Fryderyk August I 1827 |
| Kapitanowie Regenci San Marino | - 1809 Mariano Begni Giovanni Malpeli 1810 - 1810 Lodovico Belluzzi Maria Giuseppe Malpeli 1810 - 1810 Antonio Onofri Marino Francesconi 1811 |
| Król Sardynii                  | - 1802 Wiktor Emanuel I 1821 |
| Król Szwecji                   | - 1809 Karol XIII 1818 |
| Król Tajlandii                 | - 1809 Buddha Loetla Nabhalai 1824 |
| Sułtan Turków                  | - 1808 Mahmud II 1839 |
| Prezydent USA                  | - 1809 James Madison 1817 |
| Król Węgier                    | - 1792 Franciszek 1835 |
| Monarcha Wielkiej Brytanii     | - 1760 Jerzy III 1820 |
| Premier Wielkiej Brytanii      | - 1809 Spencer Perceval 1812 |
| Cesarz Wietnamu                | - 1802 Gia Long 1820 |
| Król Włoch                     | - 1805 Napoleon I 1814 |

Rok 1810 / MDCCCX
stulecia: XVIII wiek ~
XIX wiek ~
XX wiek

dziesięciolecia:
1780–1789 •
1790–1799 •
1800–1809 •
1810–1819
• 1820–1829
• 1830–1839
• 1840–1849

lata: 1800 «
1805 «
1806 «
1807 «
1808 «
1809 «
1810
» 1811
» 1812
» 1813
» 1814
» 1815
» 1820

## Wydarzenia w Polsce
- 3 kwietnia – Fryderyk August I wydał dekret powołujący Sąd Kasacyjny Księstwa Warszawskiego.
- 10 kwietnia – dekret Fryderyka Augusta I o podziale administracyjno-terytorialnym przyłączonych terenów Nowej Galicji do Księstwa Warszawskiego.
- 14 kwietnia – dekretem Fryderyka Augusta I została powołana Rządowa Dyrekcja Teatru – naczelna władza teatrów Księstwa Warszawskiego.
- 23 kwietnia – w kościele pw. św. św. Rocha i Jana Chrzciciela w Brochowie został ochrzczony Fryderyk Chopin, natomiast w dokumentach z tego aktu zapisano kwestionowaną później przez niego i rodzinę datę jego urodzin.
- 19 czerwca – w Warszawie otwarto mennicę bijącą złote, srebrne i brązowe monety.
- 1 grudnia – Stanisław Kostka Zarzecki został prezydentem Krakowa.

- Pruska kasata klasztorów na Śląsku i innych ziemiach polskich na terenie zaboru pruskiego.

## Wydarzenia na świecie
- 6 stycznia – w Paryżu podpisano francusko-szwedzki traktat pokojowy.
- 26 stycznia – wojny napoleońskie: wojska francuskie wkroczyły do Kordowy.
- 1 lutego – wojny napoleońskie: Francuzi wkroczyli do Sewilli.
- 4 lutego:
  - wojny napoleońskie: początek oblężenia Kadyksu.
  - Wielka Brytania zajęła Gwadelupę.
- 12 lutego – we Francji wprowadzono kodeks karny Napoleona.
- 17 lutego – Rosja anektowała Abchazję.
- 20 lutego – w Mantui na rozkaz Napoleona Bonaparte został rozstrzelany Andreas Hofer, przywódca powstania w Tyrolu.
- 25 marca – wojny napoleońskie w Hiszpanii i Portugalii: zwycięstwo wojsk francuskich nad hiszpańskimi w bitwie pod Ronquillo.
- 2 kwietnia – Napoleon Bonaparte wziął ślub z Marią Ludwiką.
- 19 kwietnia – Wenezuela ogłosiła niezależność (od Hiszpanii).
- 26 kwietnia – wojny napoleońskie: Francuzi oblegali Ciudad Rodrigo.
- 27 kwietnia – Ludwig van Beethoven skomponował utwór Dla Elizy.
- 3 maja – angielski poeta i dramaturg George Gordon Byron pokonał wpław cieśninę Dardanele w celu udowodnienia prawdziwości mitu o Hero i Leandrze.
- 18 maja – w Buenos Aires wybuchła antyhiszpańska rewolucja majowa.
- 25 maja – rewolucja majowa: w Argentynie powołano pierwszy rząd niezależny od władz hiszpańskich. Argentyna ogłosiła niepodległość.
- 4 czerwca – Karl August von Hardenberg został premierem Prus.
- 20 czerwca – szwedzki arystokrata i faworyt królowej Marii Antoniny Hans Axel von Fersen został zlinczowany na ulicy w Sztokholmie przez tłum przekonany, że otruł on duńskiego następcę tronu.
- 1 lipca – król Holandii Ludwik Bonaparte abdykował na rzecz swego syna Napoleona Ludwika Bonaparte.
- 9 lipca – Holandia została przyłączona do Francji.
- 11 lipca – Australijczyk Frederick Hasselborough na południowym Pacyfiku odkrył wyspę Macquarie.
- 20 lipca – Kolumbia ogłosiła niepodległość od Hiszpanii.
- 24 lipca – wojny napoleońskie: zwycięstwo wojsk francuskich nad brytyjskimi w bitwie nad rzeką Côa w Portugalii.
- 16 września – Meksyk ogłosił niepodległość (od Hiszpanii).
- 18 września – Chile proklamowało niezależność od Hiszpanii.
- 27 września:
  - wojny napoleońskie: wojska francuskie zostały odparte pod Torres Vedras przez Anglików pod wodzą Wellingtona.
  - wojny napoleońskie: zwycięstwo wojsk portugalsko-brytyjskich w bitwie pod Buçaco.
- 12 października – pierwsze targi piwne w Monachium zwane Oktoberfest.
- 14 października – bitwa pod Fuengirolą: zwycięska obrona 4 Pułku Piechoty Księstwa Warszawskiego przed brytyjskim korpusem ekspedycyjnym.
- 27 października – Stany Zjednoczone zaanektowały Zachodnią Florydę.
- 3 grudnia – wojska brytyjskie zajęły do tej pory francuski Mauritius.

- W Hiszpanii trwała wojna.
- W Styrii (w pobliżu góry Erzberg) powstała kolej konna (dł. 22 km) przeznaczona do przewozu kamienia.

## Urodzili się
- 3 stycznia – Antoine Thomson d’Abbadie, francuski astronom, geograf, fizyk (zm. 1897)
- 22 lutego – Grigore Alexandrescu, rumuński poeta romantyczny (zm. 1885)
- 1 marca lub 22 lutego – Fryderyk Chopin, polski kompozytor i pianista (zm. 1849)
- 2 marca – Leon XIII, włoski papież (prawdziwe imię i nazwisko: Gioacchino Vincenzo Raphaelo Aloisio Pecci, zm. 1903)
- 10 marca – Stanisław Kierbedź, polski budowniczy (zm. 1899)
- 12 marca – Pál Hunfalvy, węgierski językoznawca i etnograf (zm. 1891)
- 6 kwietnia – Philip Henry Gosse, angielski naturalista i popularyzator nauk przyrodniczych, twórca terminu „akwarium” (zm. 1888)
- 9 maja – Marianna Orańska, niderlandzka królewna z rodu Oranje-Nassau, zasłużona dla rozwoju ziemi kłodzkiej (zm. 1883)
- 18 maja – Francesco Maria Piave, włoski librecista (zm. 1867)
- 21 maja – Gustaw Gizewiusz, polski pastor ewangelicki, działacz społeczno-narodowy i polityczny na Mazurach (zm. 1848)
- 23 maja – Margaret Fuller, amerykańska dziennikarka, feministka (zm. 1850)
- 8 czerwca – Robert Schumann, niemiecki kompozytor, pianista i dyrygent (zm. 1856)
- 24 czerwca – Alicja Ann Spottiswoode, szkocka autorka tekstów piosenek i kompozytor oraz archeolog (zm. 1900)
- 28 czerwca – Piotr Dahlman polski poeta i publicysta (zm. 1847)
- 2 lipca – Robert Toombs, amerykański polityk, senator ze stanu Georgia (zm. 1885)
- 17 lipca – August Treboniu Laurian, rumuński językoznawca, historyk, publicysta i polityk (zm. 1881)
- 10 sierpnia – Camillo Cavour, włoski polityk, „ojciec” zjednoczonych Włoch, ostatni premier Królestwa Sardynii i pierwszy premier zjednoczonych Włoch (zm. 1861)
- 24 sierpnia – Rudolf Theodor Seeliger, niemiecki polityk, publicysta i działacz religijny (zm. 1884)
- 3 września – Paul Kane, kanadyjski malarz (zm. 1871)
- 11 września – Bernhard Bogedain, niemiecki duchowny katolicki, biskup pomocniczy wrocławski (zm. 1860)
- 12 września – Philip Francis Thomas, amerykański prawnik, polityk (zm. 1890)
- 26 września:
  - Gotthold Christian Clausnitzer, niemiecki duchowny luterański, pierwszy proboszcz parafii Ewangelicko-Augsburskiej w Katowicach (zm. 1875)
  - August von Fligely, austriacki generał porucznik, geograf i kartograf (zm. 1879)
- 12 października – Tomasz Oskar Sosnowski, polski rzeźbiarz (zm. 1886)
- 15 października
  - Ludwik Edward Helcel, polski bankier, polityk, samorządowiec, wiceprezydent Krakowa (zm. 1872)
  - Julian Konstanty Ordon, polski dowódca wojskowy, uczestnik powstania listopadowego (zm. 1887)
- 7 listopada – Ferenc Erkel, węgierski kompozytor, ojciec węgierskiej opery narodowej (zm. 1893)
- 16 listopada – Karel Hynek Mácha, czeski pisarz i poeta (zm. 1836)
- 25 listopada – Nikołaj Pirogow (ros. Николай Иванович Пирогов), rosyjski lekarz, pionier nowoczesnej chirurgii (zm. 1881)
- 26 listopada – William George Armstrong(inne języki), pierwszy baron Armstrong od 1887, angielski inżynier, przemysłowiec i wynalazca (zm. 1900)
- 11 grudnia – Alfred de Musset, francuski poeta i pisarz epoki romantyzmu (zm. 1857)
- 21 grudnia – Anthony Kennedy, amerykański polityk, senator ze stanu Maryland (zm. 1892)
- 24 grudnia – Wilhelm Marstrand, duński malarz (zm. 1873)
- data dzienna nieznana: 
  - Henrietta Ewa Ankwiczówna, polska hrabianka, jedna z miłości Adama Mickiewicza i pierwowzór postaci z jego utworów (zm. 1879)
  - Anastazy Panu, kajmakam Mołdawii w latach 1858–1859 (zm. 1867)
  - Jan Yi Mun-u, koreański męczennik, święty katolicki (zm. 1840)

## Święta ruchome
- Tłusty czwartek: 1 marca
- Ostatki: 6 marca
- Popielec: 7 marca
- Niedziela Palmowa: 15 kwietnia
- Wielki Czwartek: 19 kwietnia
- Wielki Piątek: 20 kwietnia
- Wielka Sobota: 21 kwietnia
- Wielkanoc: 22 kwietnia
- Poniedziałek Wielkanocny: 23 kwietnia
- Wniebowstąpienie Pańskie: 31 maja
- Zesłanie Ducha Świętego: 10 czerwca
- Boże Ciało: 21 czerwca